# Bill Pennington
William Mark Pennington, plus connu sous le nom de Bill Pennington, est un journaliste américain né le 12 décembre 1956. Collaborateur du New York Times depuis 1997, il y couvre l'actualité sportive et plus particulièrement le golf et le ski. Il y est auteur de la chronique hebdomadaire On Par.